# Alfred Guillaume
Alfred Guillaume, né à Edmonton, Middlesex le 8 novembre 1888 et décédé le 30 novembre 1965, est un professeur, conférencier et écrivain anglais et chrétien, spécialiste de l'islam et de l'arabe, ainsi que de la Bible Hébraïque et de l'Ancien Testament.

## Carrière
Il a commencé l'apprentissage de l'arabe après avoir étudié la théologie et les langues orientales au Wadham College d'Oxford. Pendant la Première Guerre mondiale, il a servi en France puis au Bureau arabe du Caire. Guillaume était chrétien et fut ordonné plus tard par l'Église.
Il est devenu professeur d'arabe et chef du département du Proche et du Moyen-Orient à la School of Oriental and African Studies (SOAS), à l' Université de Londres. Il a ensuite été professeur d'arabe à l'Université de Princeton dans le New Jersey, aux États-Unis. Il fut également professeur d'hébreu à l'Université de Durham de 1920 à 1930.
Au cours de l'hiver 1944-1945, pendant la Seconde Guerre mondiale, le British Council l'invita à accepter un poste de professeur remplaçant à l'Université américaine de Beyrouth au Liban, où il élargit considérablement son cercle d'amis musulmans.
À l'automne 1945, Guillaume succéda à son ami SH Hooke au poste de professeur Samuel Davidson à l'Université de Londres, changeant pour le poste de professeur en arabe en 1947 (à SOAS), et y fut également professeur d'hébreu de 1947 à 1955. 
L'Académie arabe de Damas (1949) et l'Académie royale de Bagdad (1950) l'ont honoré en l'élisant à leur nombre, et l'Université d'Istanbul l'a choisi comme premier conférencier étranger sur la théologie chrétienne et islamique. En 1955, Guillaume a été président de la Society for Old Testament Study. 
En 1916, il épousa Margaret Woodfield Leadbitter, fille du Révérend William Oram Leadbitter, et ils eurent deux fils et deux filles. Il est mort à Wallingford, Berkshire à l'âge de 77 ans.

## Travaux
Il était surtout connu comme l'auteur de Islam, publié par Penguin Books, et comme co-auteur, avec Sir Thomas Arnold, de The Legacy of Islam, dans la Legacy series (en), qui a été traduite en plusieurs langues. Il a également traduit Sirah Rasul Allah d'Ibn Ishaq (Selon Hisham), publié sous le titre La vie de Muhammad. Une traduction du "Sirat Rasul Allah" d'Ishaq.
- Abû `Abd Allah Muhammad ben Ishâq ben Yasâr ben Khyâr et A. Guillaume, The Life of Muhammad, United States, Oxford University Press, 18 juillet 2002, 860 p. (ISBN 978-0-19-636033-1, OCLC 911693736, lire en ligne) (éditée la première fois en 1955)
- The traditions of Islam : an introduction to the study of the Hadith literature  (ISBN 978-0-8369-9260-1) Oxford : Clarendon Press, 1924
- (avec Thomas Arnold) The Legacy of Islam  (ISBN 978-81-7151-239-3)  Oxford, Clarendon Press, 1931
- Kitāb Nihājat al-iqdām fī ʿilm al-kalām / Abu-ʾl-Fatḥ Muḥammad Ibn-ʿAbd-al-Karīm aš- Šahrastānī Oxford University Press, 1934
- Prophecy and Divination Among the Hebrews and Other Semites Bampton Lectures Londres : Hodder & Stoughton, 1938
- Hebrew and Arabic lexicography Leiden: Brill, 1965
- Islam,  (ISBN 978-0-14-013555-8) Hammondsworth, Penguin 1954